# العنصرية (التصنيف العنصري)
العنصرية هي الاعتقاد بأن الجنس البشري ينقسم بشكل طبيعي إلى أعراق، وهي فئات بيولوجية متميزة ظاهريا. تعرف العديد من القواميس مصطلح العنصرية على أنه مرادف للعنصرية.

## التعاريف والاختلافات

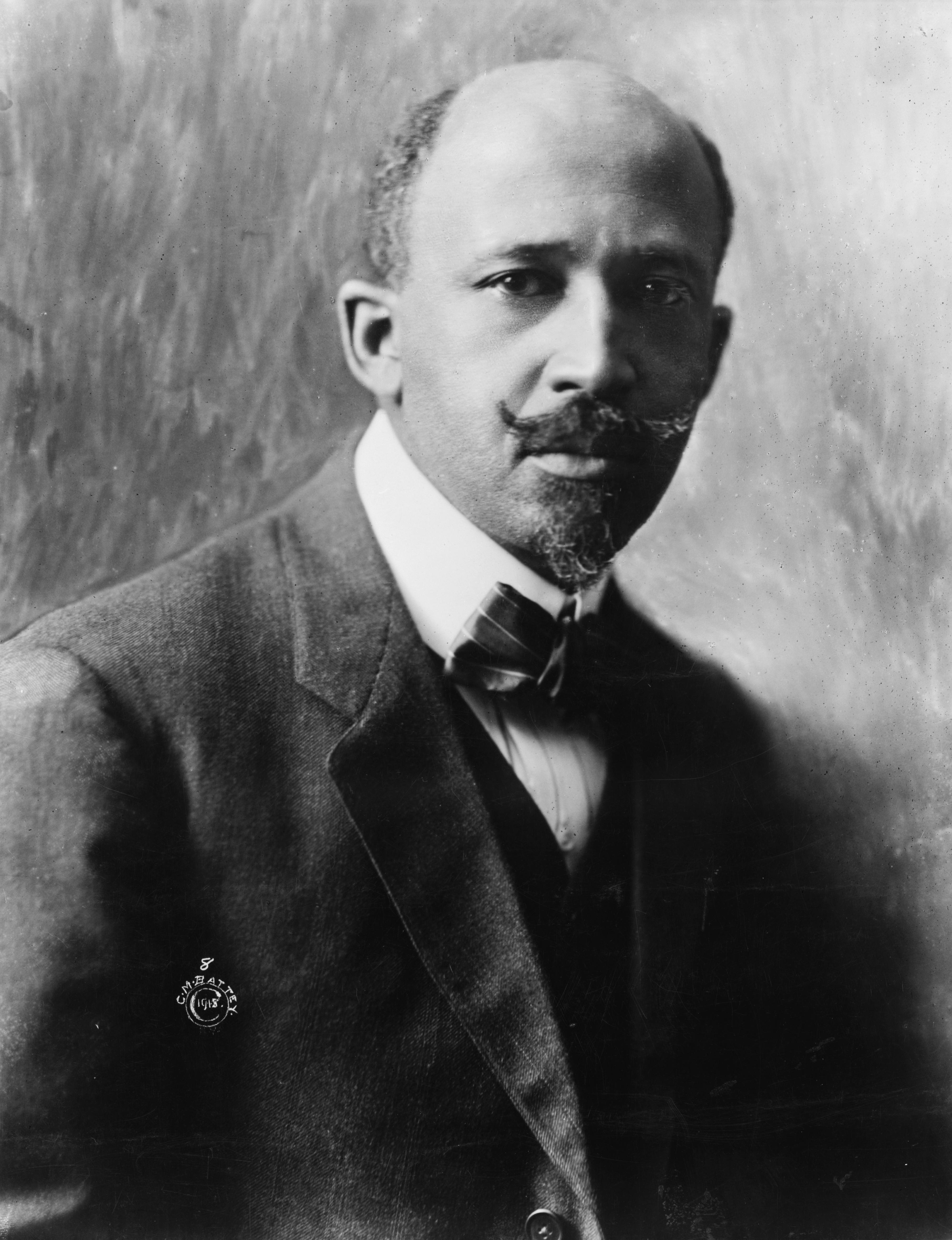
دو بويز

عبر دو بويز عن الفرق بين العنصرية والتصنيف العنصري عندما قال إن الأعراق كيانات حقيقية. في عام 1897، كتب قائلاً: «في كل الأوقات، قام [الناس] بتقسيم البشر إلى أعراق، والتي رغم أنها ربما تتجاوز التعريف العلمي، ومع ذلك، فهي محددة بوضوح لعين المؤرخ وعلم الاجتماع». كان دو بوا عنصريًا واعتقد أن الهويات العرقية كانت «خواص قيمة للأفراد البشريين، وأن التضامن العنصري يمكن أن يساعد في إدراك مثل هذه السلع الإنسانية مثل المساواة وتحقيق الذات». وذكر أيضًا أن العنصرية تتطلب تعزيز الحجة القائلة بأن عرقًا واحدًا يتفوق على الأجناس البشرية الأخرى. في كتاب «بيت أبي» (1992)، لخص كوامي أنتوني أبيا موقف دو بوا الفلسفي من خلال كتابته أن العنصرية مصطلح محايد القيمة وأن العنصرية مصطلح مشحون بالقيمة.
اليوم الإجماع بين علماء الوراثة هو أن المعتقدات العنصرية لا تدعمها الوراثة السكانية الحديثة.     لقد وجدت بعض الدراسات الطبية الأمريكية وجود ارتباطات وراثية جزئية لحدوث الأمراض ومجموعات فرعية من المجموعات العرقية الأمريكية، لكن تلك المجموعات الفرعية (أي الأمريكان من أصول إفريقية والأميركيين البيض) لا يمثلون وراثياً كل شخص مدرج في التعريفات الأمريكية «أسود» أو «أبيض». 
وفقًا لقواميس أوكسفورد أون لاين، فإن التصنيف العنصري هي «مصطلح آخر للعنصرية». يعرّف قاموس ويبستر العنصرية بأنها «نظرية تحدد الجنس الصفات والقدرات البشرية» وتعرّف «العنصرية» بأنها «اعتقاد بأن العرق هو المحدد الأساسي للصفات والقدرات البشرية وأن الاختلافات العرقية تنتج تفوقًا كامنًا في شخص معين سباق».

In discussing how race is used by scientists, Takezawa et al. summarized the finding of a 2014 interdisciplinary workshop on scientific ethics by saying: 